# Hiéroglyphe égyptien I13
Pour les articles homonymes, voir Cobra (homonymie).
Le hiéroglyphe égyptien I13 (cobra dressé sur une corbeille) est classifié dans la section I « Amphibiens, reptiles, etc. » de la liste de Gardiner  ; il y est noté I13.

## Représentation
Il représente la combinaison en cadrat d'un cobra égyptien (Naja haje) dressé aussi appelé uræus
| I12 |

| I12 |

## Utilisation
C'est un déterminatif des noms de déesses et termes désignant une déesse ainsi que des termes désignant l'uræus.